# إيتوتو
إيتوتو كلمة من لغة اليوروبا الإفريقية يراد بها حالة الهدوء في الفرد والتي تظهر على ملامح وجهه التي تكون باردة وغير منقبضة.